# Isodromus limosus
Isodromus limosus är en stekelart som beskrevs av Hoffer 1969. Isodromus limosus ingår i släktet Isodromus och familjen sköldlussteklar.
Artens utbredningsområde är Tjeckien. Inga underarter finns listade i Catalogue of Life.